# Eustomias ioani
Eustomias ioani är en fiskart som beskrevs av Nikolai V. Parin och Pokhil'skaya, 1974. Eustomias ioani ingår i släktet Eustomias och familjen Stomiidae. Inga underarter finns listade i Catalogue of Life.